# Hypopyra meridionalis
Hypopyra meridionalis là một loài bướm đêm trong họ Erebidae.